# Leonard Kalac
Leonard Kalac (Žbrlini, Pazin, 1882. – Novo Mesto, 1964.) je bio hrvatski književnik i književni kritičar. Pisao je pjesme. Bio je franjevac.
Kao brojne Hrvate sa zapadnih područja hrvatskog etničkog prostora koji su nakon 1918. godine došli pod Italiju, fašisti su ga proganjali. 1929. su godine dosegle vrhunac te je napustio rodni zavičaj i otišao u Kraljevinu SHS.
Pjesme su mu bile rodobljubna sadržaja. Ideološki je naginjao katoličkom pokretu biskupa Mahnića i njegovoj Hrvatskoj straži, s tim što je Kalac više pratio hrvatski književni život na poluotoku Istri.
Pisao je za časopise Pučki prijatelj i Hrvatsku školu.